# Adler Volmar
Adler Volmar (ur. 5 marca 1977) – haitański i amerykański judoka. Dwukrotny olimpijczyk. Zajął 21. miejsce w Atlancie 1996 i Pekinie 2008. Walczył w wadze średniej i ciężkiej.
Uczestnik mistrzostw świata w 1995, 1997 i 2007. Startował w Pucharze Świata w latach 2002, 2003, 2004 i 2007. Brązowy medalista mistrzostw panamerykańskich w 2007. Mistrz Karaibów w 1996. Trzeci na mistrzostwach Ameryki Środkowej i Karibów w 1995 roku.
Chorąży reprezentacji na igrzyskach 1996 roku.

## Letnie Igrzyska Olimpijskie 1996
| Konkurencja | Rundy eliminacyjne   | Klas. końcowa |
| Konkurencja | 1/32                 | Miejsce       |
| ----------- | -------------------- | ------------- |
| 78 kg       | Flávio Canto (BRA) P | 21.           |

## Letnie Igrzyska Olimpijskie 2008
| Konkurencja | Rundy eliminacyjne | Klas. końcowa |
| Konkurencja | 1/32               | Miejsce       |
| ----------- | ------------------ | ------------- |
| 100 kg      | Amel Mekić (BIH) P | 21.           |